# Yukio Tabuchi
Pour les articles homonymes, voir Tabuchi.
Yukio Tabuchi (田淵 行男, Tabuchi Yukio) (1905-1989) est un photographe japonais, lauréat de l'édition 1983 des prix de la Société de photographie du Japon dans la catégorie « Contributions remarquables ».